# Fernando Luna Vicente
Fernando Luna Vicente (Tornos, Teruel, 30 de mayo de 1952) es un músico, guionista y realizador radiofónico, director de doblaje y productor artístico español. Sus actividades profesionales y su obra se han desarrollado en Radio Nacional de España, TVE, Canal Plus y la Fundación Germán Sánchez Ruipérez. Como músico fue líder de La Romántica Banda Local y compositor de muchas de las canciones de Barrio Sésamo. Guionista de Tris Tras Tres durante siete años, tiene varios premios internacionales de realización radiofónica. Desde 1990 se dedica a la dirección de doblaje de series internacionales de animación y a la creación de producciones culturales de sonido en torno a la poesía española del siglo XX. 

## Apunte biográfico
Nacido en el medio rural del Bajo Aragón, hijo benjamín de un camionero y un ama de casa, pasó parte de su infancia en Tornos, su pueblo natal, trasladándose luego a Madrid. En el colegio hace amistad con Carlos Faraco, con el que ha desarrollado a lo largo de su vida diversos proyectos creativos. Con quince años da clases de guitarra para poder pagarse las matrículas del Real Conservatorio de Música de Madrid, donde asiste a cursos de solfeo, flauta travesera y, más tarde, clarinete.
En 1971 recorrió parte de Europa al frente del grupo de canción social "Cuatrío", actuando en diferentes círculos de la emigración y el exilio españoles. Posteriormente, creó La Romántica Banda Local con amigos del barrio madrileño donde vivía. Por esa época (1977), empezó a colaborar como guionista en RNE con Lolo Rico y, más tarde, como compositor musical en TVE (1982).
En 1987, uno de sus personajes creados para el nocturno de Radio 3 Tris Tras Tres, el "detective Manuel Montano", fue llevado al cómix por el artista gallego Miguelanxo Prado. El álbum, con guion de Luna, recibe en 1991 el Premio Alph-Art Fauve d'Or al mejor álbum extranjero en el Festival de Angulema. Ese año fue invitado a participar como ponente en la Semana Negra de Gijón, por su director Paco Ignacio Taibo II.
A partir de 1992 comenzó a trabajar como director de doblaje de series de animación francesas y norteamericanas para Canal Plus y Telemadrid. En 1994 creó su propio estudio de sonido en Villaviciosa de Odón.
Entre 2005 y 2015 trabajó para la Fundación Germán Sánchez Ruipérez, produciendo proyectos de difusión cultural en colaboración con otras entidades. 
En 2025 recibió la Llave de la Casa de los Autores, otorgada a los asociados más veteranos con más de 50 años cotizando en esa entidad.

## Discografía

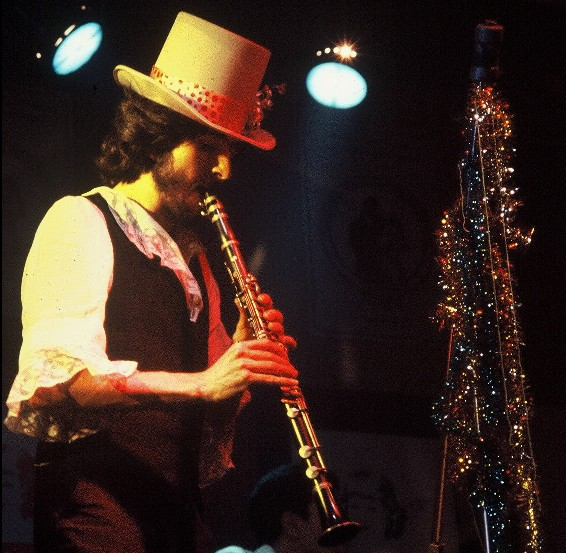
Tocando el clarinete durante un concierto en Madrid.

### Con "La Romántica Banda Local"
1978 - No me gusta el rock / Si estuvieras aquí  (sencillo)
1978 - La Romántica Banda local (LP)
1979 - El bus / Querida libertad  (sencillo)
1980 - Membrillo  (LP)
1980 - Los borrachos son gente inquebrantable / Nana  (sencillo)
1980 - Merlín / El niño completo  (sencillo)
1980 - Historias de papá y mamá (BSO de la película ¡Tú estás loco, Briones!)  (ep-5 temas)
2009 - Todas sus grabaciones (1978-1980)  (CD-doble)

## Premios para RNE
- Mónaco, 1990: Prix Monte-Carlo (3º premio) por La encrucijada del sapo  (autor).
- París, 1990: Prix URTI por Opus 4.000.000 (Los sonidos de la ciudad) (coautor).[7][8]
- París, 1991: Prix URTI (2º premio) por la producción y dirección de La oveja 343.
- Mónaco, 1991: Prix Monte-Carlo (2º premio) por "Una historia común" (coautor).

## Principales series de doblaje dirigidas y producidas
- 1992 Las Fábulas Geométricas para Canal+: Traducción y realización del producto en 3D creado por C+France a partir de las fábulas de Jean de La Fontaine.[9]
- 1992 Mister Almaniak para Canal+: Traducción y realización de dicho almanaque televisivo belga.
- 1993 Ren & Stimpy (de la factoría Krikfalusi-Zappa)
- 1993 La tiendecilla de los horrores
- 1994 Dog City (de la factoría Jim Henson)
- 1994 a1997 Beavis & Butthead
- 1994/5 Wallace & Groomit (versión castellana para tv y cine de la presentación en España de la singular factoría británica de animaciones en "plastilina")
- 1996/7 Insecktors (serie en 3D de la factoría C+France)
- 1998/9 Daría, Crapston Village y Celebrity Deathmatch
- 2000/3 Nico, Toonimals y The curse of Monkey Island
- 2003/5 Zipi y Zape
- 2006 Kirby
- 2007/9 Storm Hawks y El oso Bernard
- 2010 Kambú
- 2011/12 Dibo (el dragón de los deseos)

## Producciones para la Fundación Germán Sánchez Ruipérez
- Versiones populares del cancionero popular español y sonorización de poemas para La Barraca de García Lorca (cofre promovido por la Fundación Federico García Lorca).
- 2007 a 2010.- Ciento veinte poemas para "Canal Lector" (difusión de la poesía en lengua castellana en colegios públicos e internet).
- 2010.- Doce poemas para "El cofre pedagógico de Miguel Hernández", en el centenario de su nacimiento.[10][11]

## El quinto elemento

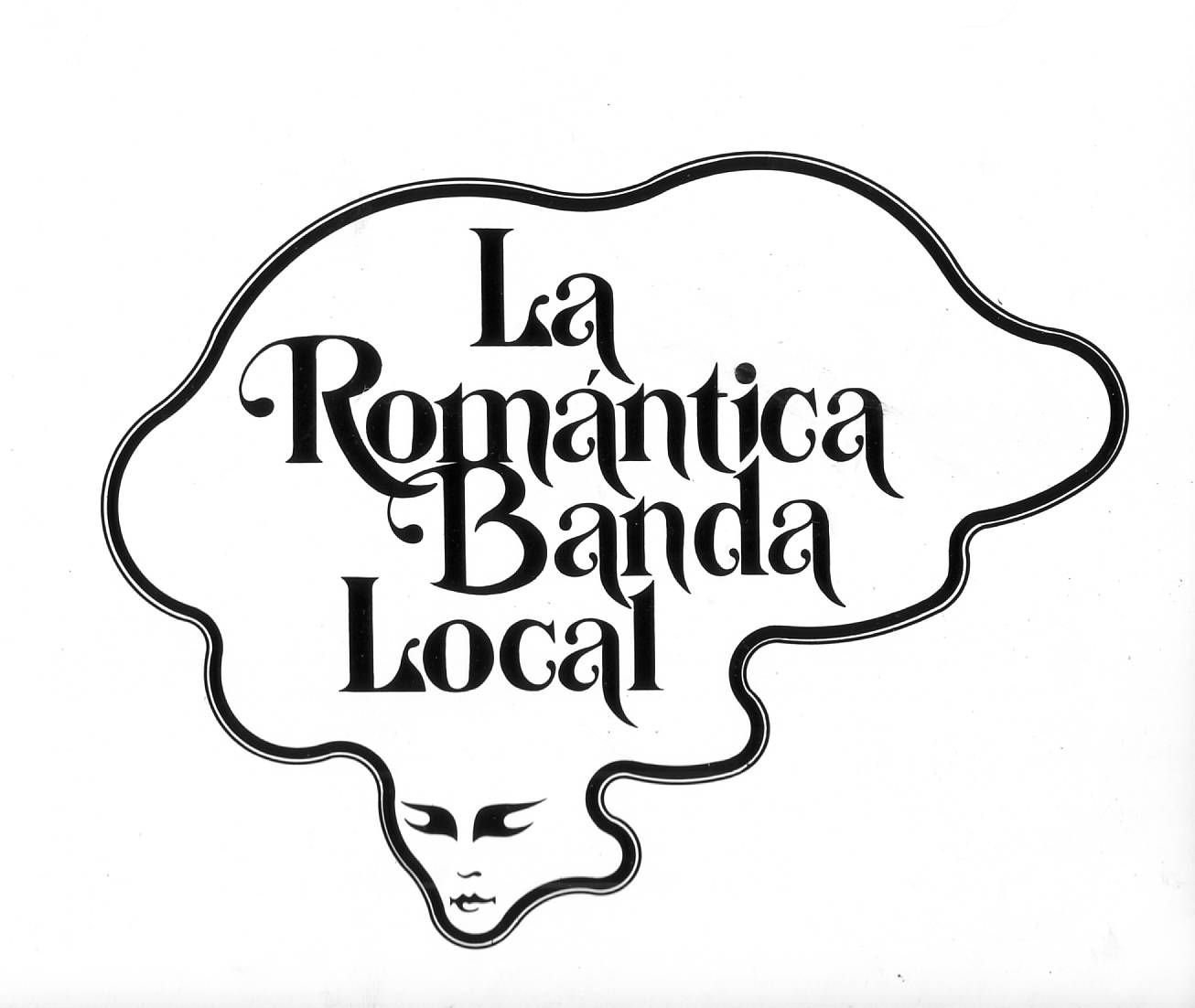
Logo creado por un fan anónimo de La Romántica.

En la obra y la producción artística de Fernando Luna, al margen de las diferentes categorías técnicas, hay una elemento común fácilmente rastreable y suficientemente documentado: el contenido emotivo y la visión poética. Aparece en la mayoría de sus letras de canciones, en los guiones radiofónicos de las aventuras de los héroes de El manantial de la noche, en Un erizo como yo (la canción de Espinete), y otros temas para Barrio Sésamo, y por su propia esencia, en las producciones sonoras y trabajos de dirección de locución, especialmente en los encargos de la Fundación Germán Sánchez Ruipérez. Luna, aragonés medular como los goya y los buñuel, añade a los cuatro elementos naturales (tierra, agua, aire y fuego), el elemento humano más intenso: la poesía. El quinto elemento.